# Волчек, Борис Израилевич
Бори́с Изра́илевич Во́лчек (6 декабря 1905, Витебск — 15 мая 1974, Москва) — советский кинорежиссёр, сценарист, кинооператор и педагог. Заслуженный деятель искусств РСФСР (1958). Лауреат трёх Сталинских (1946, 1948, 1951) и Государственной премии СССР (1971).

## Биография
Родился в Витебске, Российской империи (ныне Белоруссия).
С 1915 года работал киномехаником, мотористом, слесарем-сборщиком. Увлекшись кино, в 1927 году по путёвке профсоюза уехал в Москву и поступил на операторский факультет Государственного техникума кинематографии (С 1930 года — Государственный институт кинематографии). С 1928 года в параллель с учёбой работал на Московской фабрике «Совкино» (в дальнейшем — киностудия «Мосфильм»). Окончил обучение в 1931 году (диплом защитил в 1932-м материалом к фильму «Хлеборобы»). После четырёх курсов был приглашён преподавать. Руководил мастерской операторского факультета института в течение тридцати двух лет. С 1943 года — профессор.

Волчек-педагог, воспитатель операторских кадров — это, пожалуй, явление в советском киноискусстве столь же яркое и выдающееся, как и Волчек — оператор-художник.
— Марина Голдовская, «Десять операторских биографий», 1978
В военный период 1941—1944 годов работал в Алма-Ате на ЦОКСе, куда эвакуировали «Мосфильм». Как оператор-постановщик является соавтором шести картин c М. И. Роммом. С 1964 года работал как оператор и режиссёр одновременно.
Член ВКП(б) с 1925 года, член Союза кинематографистов СССР. С 1958 года возглавлял Бюро операторской секции на «Мосфильме».

Могила Б. И. Волчека на Кунцевском кладбище

Скончался 15 мая 1974 года в Москве.
Похоронен на Кунцевском кладбище (участок № 1).

### Семья
- жена — Вера Исааковна Маймина (1908—1989), сценарист;
  - дочь — Галина Волчек (1933—2019), актриса, режиссёр;
    - внук — Денис Евстигнеев (род. 1961), кинооператор, режиссёр, продюсер.

## Фильмография

### Режиссёр
- 1963 — Сотрудник ЧК
- 1969 — Обвиняются в убийстве
- 1972 — Командир счастливой «Щуки»

### Сценарист
- 1963 — Сотрудник ЧК (совместно с А. Лукиным, Д. Поляновским)
- 1972 — Командир счастливой «Щуки» (совместно с В. Валуцким, А. Молдавским)

### Оператор
- 1933 — Одни знакомые / Роковые ножи (не сохранился)
- 1934 — Пышка
- 1936 — Тринадцать
- 1937 — Ленин в Октябре
- 1939 — Ленин в 1918 году
- 1941 — Мечта
- 1942 — Убийцы выходят на дорогу
- 1943 — Во имя Родины
- 1944 — Человек № 217
- 1946 — Белый Клык
- 1947 — Русский вопрос
- 1948 — Владимир Ильич Ленин (документальный)
- 1950 — Секретная миссия
- 1954 — Опасные тропы
- 1956 — Убийство на улице Данте
- 1969 — Обвиняются в убийстве (совместно с В. Макаровым)
- 1972 — Командир счастливой «Щуки» (совместно с В. Макаровым)

## Награды и премии
- Сталинская премия второй степени (1946) — за операторскую работу в фильме «Человек № 217» (1945)[4];
- Сталинская премия первой степени (1948) — за операторскую работу в фильме «Русский вопрос» (1947)[9][4];
- Сталинская премия первой степени (1951) — за операторскую работу в фильме «Секретная миссия» (1950)[4];
- заслуженный деятель искусств РСФСР (1958)[6];
- Государственная премия СССР за 1971 год — за режиссёрскую работу в фильме «Обвиняются в убийстве»[7];
- орден Трудового Красного Знамени (23.03.1938) — в связи с выпуском выдающихся кинофильмов, получивших единодушное одобрение зрителей, «Ленин в Октябре», «Петр I-ый» и колхозный фильм «Богатая невеста»

## Анализ творчества
О композиции

Он первым в советском кино широко применил глубинную мизансцену и на протяжении многих лет совершенствовал этот приём съёмки, значительно расширивший диапазон актёрского и режиссёрского творчества. <…> …стремление Волчека к созданию на экране эффекта трёхмерности пространства и пластичности изображения в каждом следующем фильме заставляло оператора всё более и более углублять композиции, строить их по диагонали в глубину, с вынесением основного действия на передний план.
— М. Голдовская, «Десять операторских биографий», 1978
Об освещении

Освещение портрета стало одной из наиболее сильных сторон искусства Волчека. Выявлению характерности, типажности, созданию психологического портрета он подчиняет все доступные средства.
Кадр, построенный и освещённый Волчеком, всегда скульптурен. Фигуры актёров рельефны, объёмны, они чётко рисуются на фоне, какие бы сложные архитектурные построения он ни составлял.
— М. Голдовская, там же
Уже одной из первых своих работ — «Пышкой» Б. Волчек получил признание коллег по студии:

Большая заслуга Волчека, как художника-оператора, что он не стал на путь (наиболее лёгкий) внешнего обезображивания актёра, этот путь всегда прикрывает у операторов собственное неумение работать со светом, тоном и композицией.
 Операторская трактовка «Пышки» позволяет нам отнести его в первые ряды лучших операторов — художников советской кинематографии.
— Н. Ренков, А. Птушко, Н. Кузнецов, В. Кузнецов, «Кино» 16 сентября 1934